# Darujin
 (juin 2017).
Darujin (persan : دروجين romanisé en Darūjīn) est un village dans la province de Kerman en Iran. Lors du recensement de 2006, sa population était de 87 habitants répartis dans 18 familles.